# LIVE IN LIVING '08
『LIVE IN LIVING '08』は、2008年7月22日に発売された羊毛とおはなの3作目のスタジオ・アルバムである。

## 解説
通算3作目、"LIVE IN LIVING"シリーズのフルアルバムとしては2作目の作品。初回限定特典 DVD付。
"LIVE IN LIVING"シリーズは、その名の通り、リビングルームでライブをしているかのような作品をテーマとしたもので、歌とギターのみの編成でライブ録音されている。また、カバー曲を多く含むことも特徴であり、本作は洋楽5曲のカバー（うち1曲は日本語詞）を含んでいる。
「白いキャンバス」では、flex lifeのボーカルの青木里枝が作詞を手がけている。

## 収録曲
1. やさしい朝の雨
  - 作曲：市川和則
2. ナチュラル
  - 作詞・作曲：市川和則
3. 明日は、
  - 作詞：千葉はな、作曲：市川和則
4. 揺れる
  - 作詞：千葉はな、作曲：市川和則
5. 雨にぬれても
  - 作詞：ハル・デヴィッド、作曲：バート・バカラック
  - B.J.トーマスの曲のカバー
6. Superstition
  - 作詞・作曲：スティーヴィー・ワンダー
  - スティーヴィー・ワンダーの曲のカバー
7. My Favorite Things
  - 作詞：オスカー・ハマースタイン2世、作曲：リチャード・ロジャース
  - ミュージカル『サウンド・オブ・ミュージック』の劇中歌のカバー
8. Perfect
  - 作詞・作曲：マーク・E・ネヴィン
  - フェアーグラウンド・アトラクションの曲のカバー
9. 白いキャンバス
  - 作詞：青木里枝、作曲：市川和則
10. カントリーロード
  - 作詞・作曲：ジョン・デンバー/タフィー・ナイバート/ビル・ダノフ、訳詞：高橋広雄
  - ジョン・デンバーの曲のカバー